# Efecto de primacía
El efecto de primacía en los medios, también conocido por su nombre en inglés media priming, es una teoría que establece que las imágenes emitidas por los medios son capaces de estimular la relación entre pensamientos en la mente de su audiencia. Por ejemplo, si una persona viera una caricatura en la que un personaje lastimara a otro, sin recibir alguna consecuencia grave, eso podría hacer que esa persona repitiese una acción violenta igual o similar.

## Antecedentes
La teoría del priming está asentada en la psicología cognitiva, y deriva del modelo de redes asociativas de la memoria humana, en donde una idea o concepto se almacena de forma jerárquica como un punto dentro de la red mental, que se relaciona con otras ideas y conceptos gracias a caminos semánticos. La velocidad con que puede accederse a esta información se encuentra en relación directa con el número de conexiones que unen a cada uno de los puntos de la red. El priming se refiere a la activación de este punto o nodo en la red, que puede servir como filtro, marco interpretativo o una premisa para continuar procesando la información o formar juicios y criterios.
Un estudio realizado por Hermann Ebbinghaus mostró la importancia de la presentación de información en la imagen que nos hacemos de los demás. De esta forma, cuando la información comenzaba con valores positivos resultaba más probable que la imagen fuera positiva. Por el contrario, cuando se comenzaba con rasgos negativos la imagen de los demás tendía a ser más desfavorable. Canto (2000) señala dos posibles explicaciones de dicho efecto:
1. Las primeras informaciones generan la activación de un esquema sobre la otra persona. Así, las informaciones sucesivas son interpretadas según el esquema activado.
2. El efecto de primacía puede ser explicado por la atención. De esta forma, las personas tienden a prestar más atención a las primeras informaciones que a las presentadas en último lugar.

## Modelo general de agresión
El modelo general de agresión (GAM por sus siglas en inglés) integra la teoría del priming con la [teoría del aprendizaje social], para describir cómo una conducta violenta previamente aprendida puede ser detonada por pensamientos, emociones o estados fisiológicos, debido a una exposición a los medios.
Una investigación importante que buscaba comprobar esta idea fue propuesta por Josephson en 1987, e iba enfocada a los niños, que, supuestamente, son más susceptibles a imitar estos estímulos. Expuso a la mitad de su muestra a observar programación con segmentos violentos, mientras que los demás no tenían ningún contenido de este tipo. Además, todos los segmentos con violencia presentaban el uso de walkie-talkies, mientras que en el segundo no. Una vez concluida su media hora de exposición, Josephson pasó a hacerles entrevistas falsas, usando walkie talkies para el grupo expuesto a la violencia, y micrófonos para los demás; con el fin de seguir exponiéndolos a un elemento ahora relacionado con la violencia. Después los puso a jugar hockey por periodos de 3 minutos, para observar sus comportamiento. Al principio, el grupo expuesto a los segmentos violentos mostraba una actitud considerablemente más agresiva. No obstante, el efecto iba decayendo con el tiempo, pues no existieron agresiones significativas en los últimos periodos de juego.
Es por esto que el modelo general de agresión ha recibido bastantes críticas en los últimos años. Los especialistas dicen que la idea está asentada en asunciones generales y poco delimitadas, además de que existen muy pocas pruebas o datos concretos que apoyen la idea.

## Primacía política de medios
La primacía política de medios (en inglés: political media priming) es el proceso en el que los medios deciden atender unos temas sobre otros y, por lo tanto, modifican los criterios con los que evalúan candidatos de una elección. Algunos estudios han demostrado que existe una dimensión de poderosos efectos mediáticos que van más allá de la teoría del [establecimiento periodístico de temas], (en inglés, agenda setting). En 1982, Iyengar, Peters y Kinder identificaron esta dimensión agregada como el “efecto de primacía”. La teoría se funda en el supuesto de que la gente no tiene un conocimiento elaborado sobre cuestiones políticas y además no toman en cuenta lo que sí saben al momento de tomar una decisión política, así que consideran únicamente lo que llega a su mente más rápido. Así, al atraer la atención hacia algunos aspectos de la política a expensas de otros, los medios puede servir para establecer los términos en los que se construyen los juicios políticos, incluyendo la evaluación de figuras importantes.
Es conveniente notar que el priming suele ser discutido en conjunto con la teoría del establecimiento periodístico de temas (agenda setting). La primera razón, planteada por Hastie y Park, dice que ambas teorías giran en torno a la recuperación de la información sobresaliente, partiendo de la idea de que la gente usará la información que más fácilmente puedan recordar a la hora de tomar decisiones. La segunda, cortesía de Iyegar y Kinder, es que el priming es un complemento de la agenda de los medios: una vez que ellos determinan qué temas van a ser tratados, el priming puede formar las consideraciones que las personas tomen en cuenta cuando hagan juicios sobre temas o personalidades políticas. En resumen, ambas teorías apuntan a la facilidad de acceso a la información en la mente, pero el media priming es algo que puede ocurrir en periodos de tiempo mayores, aún después de la exposición a los medios.

## Investigación
El priming no siempre ocurre de forma involuntaria, como Jacobs y Shapiro lo demostraron en un análisis cuantitativo e histórico de la campaña presidencial de John F. Kennedy en 1960. Su investigación extiende la aplicación de esta teoría, desde su enfoque original acerca de cómo los individuos forman opiniones y toman decisiones, hasta el estudio del comportamiento de los candidatos. Este nuevo acercamiento, dicen, cambia el enfoque analítico de un priming involuntario a uno intencionado, o específico, las estrategias deliberadas con las que un candidato busca influir en los votantes. Los autores señalan que el priming puede ser una efectiva estrategia de campaña para los candidatos presidenciales, gracias al uso cuidadosamente calculado de la opinión pública sobre algunos temas de importancia, con el fin de influir el modo en que los votantes forman su opinión sobre las cualidades de un candidato. En este estudio, los autores se centran en las elecciones estadounidenses de 1960 porque en ellas se innovó usando encuestas de opinión pública como parte de campaña de Kennedy, lo que le permitió mejorar su imagen. La investigación de los autores estuvo basada en evidencia primaria proveniente de los registros y entrevistas, así como en la combinación de análisis interpretativo y cualitativo. De este modo encontraron que existía una relación entre las posturas adoptadas por Kennedy y los resultados de sus encuestas de opinión. Esta campaña combinaba la construcción de su imagen como candidato con la adopción de posturas que eran bien recibidas por el público. Aunque el estudio de Jacobs y Shapiro no rechaza preguntas acerca de cómo y por qué los políticos usan resultados de encuestas de opinión para obtener votantes, los autores demuestran efectivamente que el proceso de priming es suficientemente poderoso para ser usado intencionalmente por candidatos políticos como una herramienta para influir en la opinión pública, todavía más en tiempo de elecciones.
En el estudio sobre el priming de Iyengar, Peters y Kinder, realizado en 1982, los autores se dispusieron determinar qué efecto intencional podía tener el priming en la evaluación del presidente estadounidense Jimmy Carter. Su hipótesis era que al destacar ciertos temas, los medios (particularmente aquellos con horario estelar) podían hacer que la audiencia evaluara al presidente Carter únicamente con base en los temas tratados. Los resultados del experimento demostraron el efecto del establecimiento periodístico de temas, o agenda setting, y el priming. Primero, los autores encontraron evidencia de agenda setting en la correlación positiva entre la exposición a un tema político y su importancia a la hora de evaluar al presidente. Después, descubrieron que los estándares dichos o mostrados por los medios afectaban la forma en que se evaluaba el desempeño del presidente, demostrando la existencia del media priming. Este experimento indica el potencial que tienen los medios de información para dirigir la atención y percepción del público respecto a las figuras políticas, aunque los investigadores también indican que las personas con niveles más altos de educación o conocimiento sobre política mostraron ser menos susceptibles al efecto de priming. Esto guio al equipo de Iyengar a la conclusión de que el priming tiene distintas implicaciones y efectos, dependiendo del conocimiento de una persona previo a su exposición a los medios.